# Астрономічна обсерваторія Софійського університету
Астрономічна обсерваторія Софійського університету Святого Климента Охридського (болг. Астрономическа обсерватория на Софийския университет) — перша астрономічна обсерваторія в Болгарії та одна з перших на Балканському півострові. Вона була заснована в 1894 році з ініціативи професора Маріна Бичеварова. Знаходиться в Борисовій градині, біля басейну «Марія Луїза». Основна мета астрономічної обсерваторії — навчання студентів кафедри астрономії фізичного факультету Софійського університету.

## Історія
Будівництво старої будівлі та великого купола почалося в 1892 році на луках за межами Софії, далеко від міських вогнів, і було завершено в 1894 році. Сьогодні будівля знаходиться на території одного з центральних міських парків — Борисової градини. Першим спостережним приладом, який використовувався в обсерваторії, була оглядова труба Петара Берона, подарована в 1886 році його племінником Стефаном Бероном Болгарському літературному товариству і передана товариством для потреб університету. Труба була виготовлена компанією Мерца в Мюнхені в другій половині XIX століття і мала збільшення близько 500 разів. Тепер ця труба є експонатом Національного політехнічного музею в Софії.
У 1897 році професор Марін Бичеваров поставив у Болгарію перший телескоп на стаціонарній основі. Це був 15-сантиметровий телескоп на екваторіальному монтуванні. Він був відреставрований у 2004 році і використовується досі.
У 1910 році Бичеваров провів спостереження комети Галлея. У той же час студент А. Кунчев розрахував ефемериди комети. Спостереження комети також проводив асистент Кіріл Попов, який опублікував їх у двох статтях у «Comptes Rendus» Французької академії. Збереглись спостереження та розрахунки умов затемнень Сонця і Місяця та покриттів зір Місяцем, зроблені Бичеваровим.
З 1928 по 1965 рік астрономічну обсерваторію очолював академік Нікола Бонев. У той час обсерваторію розширили і побудували аудиторію для занять, терасу для астрономічних спостережень і ще один менший купол. З 1942 по 1986 рік обсерваторія також була службою часу.

## Галерея

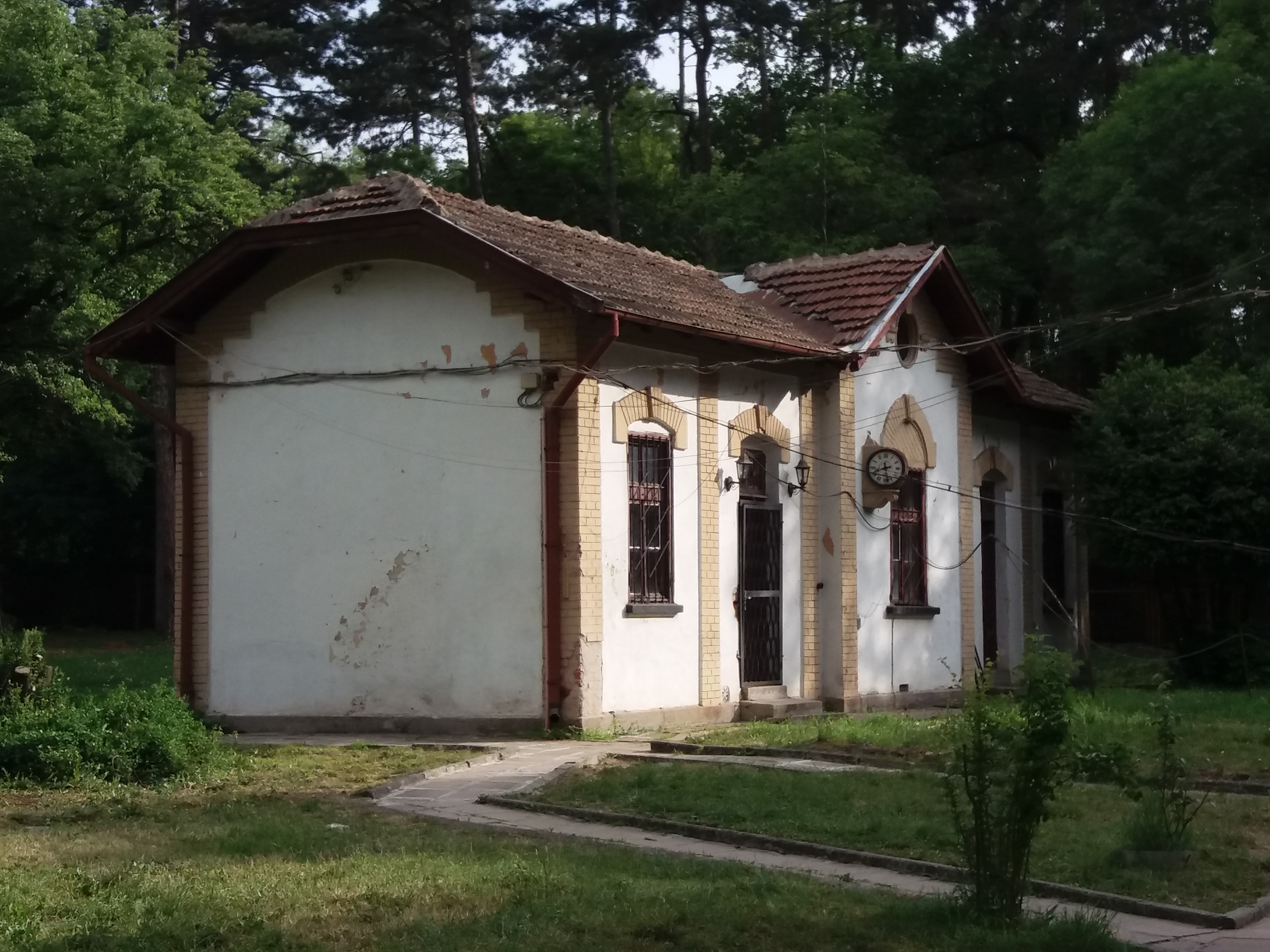
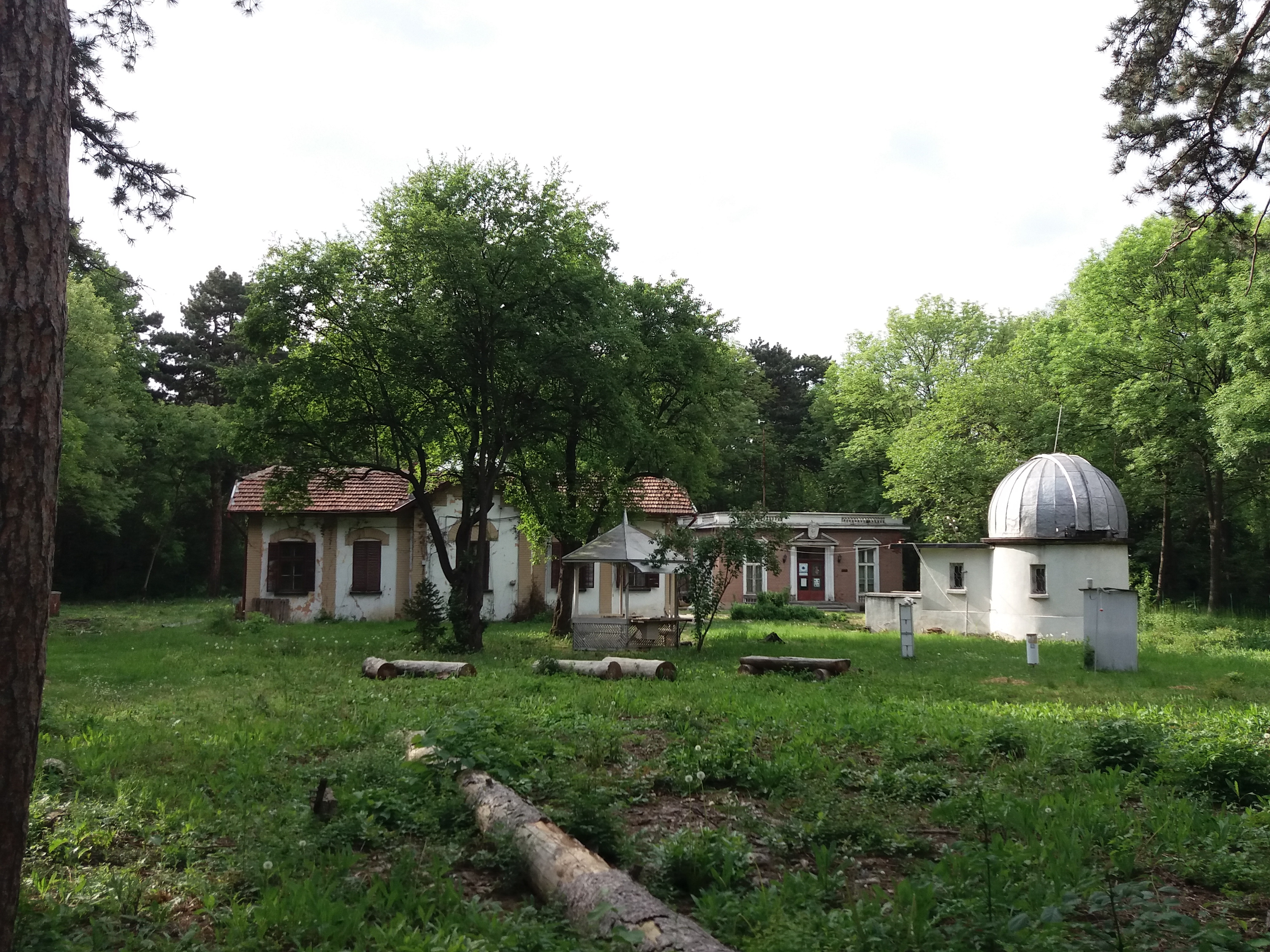
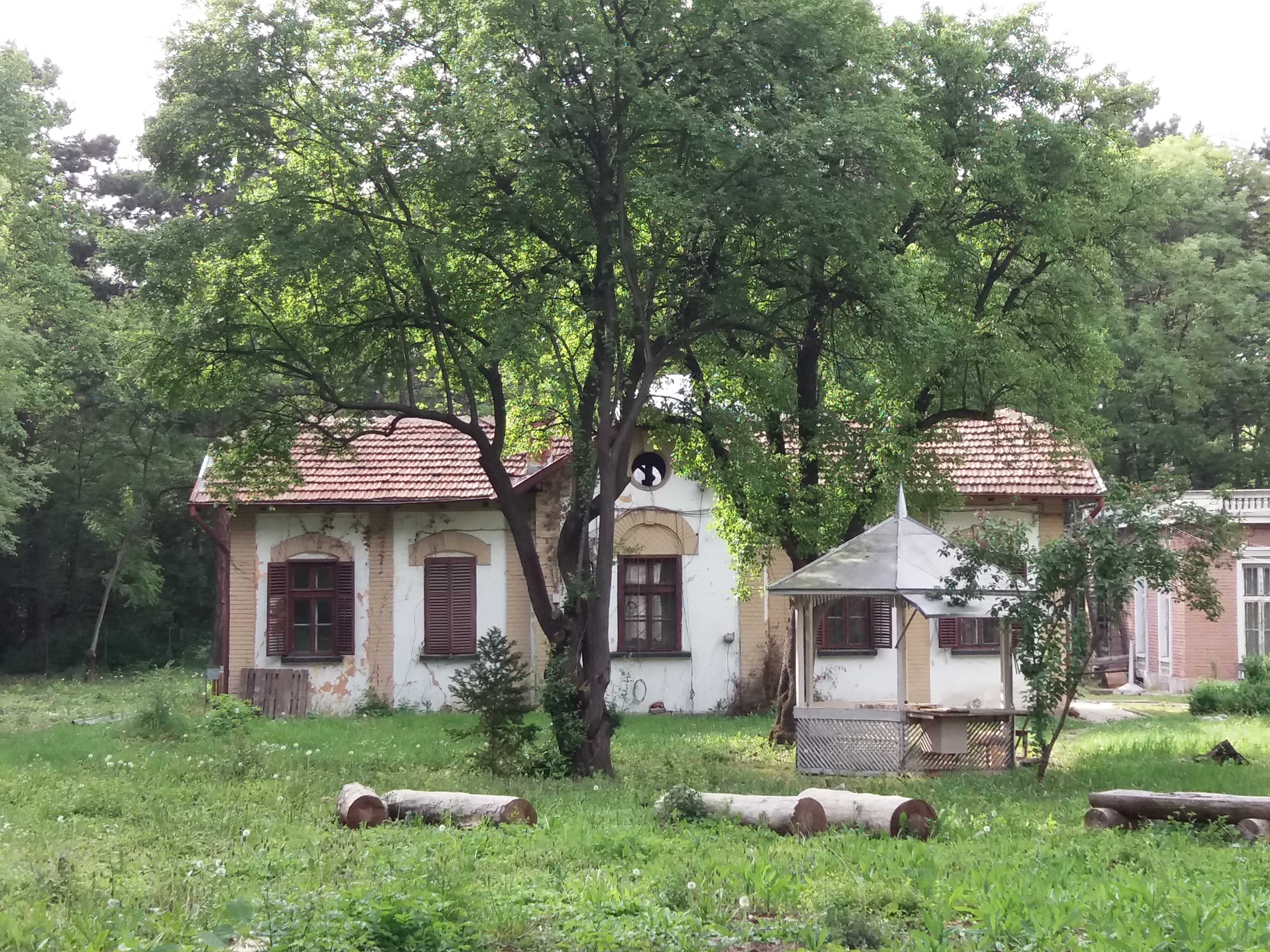